# Le Graal corrompu : La chute d'Avalon
 (juillet 2025).
La mise en forme du texte ne suit pas les recommandations de Wikipédia : il faut le « wikifier ».
Les points d'amélioration suivants sont les cas les plus fréquents. Le détail des points à revoir est peut-être précisé sur la page de discussion.
- Les titres sont pré-formatés par le logiciel. Ils ne sont ni en capitales, ni en gras.
- Le texte ne doit pas être écrit en capitales (les noms de famille non plus), ni en gras, ni en italique, ni en « petit »…
- Le gras n'est utilisé que pour surligner le titre de l'article dans l'introduction, une seule fois.
- L'italique est rarement utilisé : mots en langue étrangère, titres d'œuvres, noms de bateaux, etc.
- Les citations ne sont pas en italique mais en corps de texte normal. Elles sont entourées par des guillemets français : « et ».
- Les listes à puces sont à éviter, des paragraphes rédigés étant largement préférés. Les tableaux sont à réserver à la présentation de données structurées (résultats, etc.).
- Les appels de note de bas de page (petits chiffres en exposant, introduits par l'outil «  Source ») sont à placer entre la fin de phrase et le point final[comme ça].
- Les liens internes (vers d'autres articles de Wikipédia) sont à choisir avec parcimonie. Créez des liens vers des articles approfondissant le sujet. Les termes génériques sans rapport avec le sujet sont à éviter, ainsi que les répétitions de liens vers un même terme.
- Les liens externes sont à placer uniquement dans une section « Liens externes », à la fin de l'article. Ces liens sont à choisir avec parcimonie suivant les règles définies. Si un lien sert de source à l'article, son insertion dans le texte est à faire par les notes de bas de page.
- La présentation des références doit suivre les conventions bibliographiques. Il est recommandé d'utiliser les modèles {{Ouvrage}}, {{Chapitre}}, {{Article}}, {{Lien web}} et/ou {{Bibliographie}}. Le mode d'édition visuel peut mettre en forme automatiquement les références.
- Insérer une infobox (cadre d'informations à droite) n'est pas obligatoire pour parachever la mise en page.

Pour une aide détaillée, merci de consulter Aide:Wikification.
Si vous pensez que ces points ont été résolus, vous pouvez retirer ce bandeau et améliorer la mise en forme d'un autre article.
 (juillet 2025).
Le contenu est difficilement compréhensible vu les erreurs de traduction, qui sont peut-être dues à l'utilisation d'un logiciel de traduction automatique.
Tainted Grail: The Fall of Avalon est un jeu vidéo de rôle d'action en monde ouvert, développé par Questline et publié par Awaken Realms. Situé dans une réinvention sombre et fantastique de la légende arthurienne, le jeu est sorti en accès anticipé sur Windows fin 2022, puis en version complète le 23 mai 2025 sur Windows, PlayStation et Xbox.

## Parcelle
Tainted Grail : The Fall of Avalon se déroule sur l’île d’Avalon, environ 600 ans après le règne du roi Arthur et sa chute. La terre est affligée par un fléau connu sous le nom de Mort Rouge, ainsi que par la Wyrdness, une « force chaotique et primordiale » qui altère la réalité et les êtres qui s’y trouvent. Le joueur incarne un prisonnier qui découvre qu’il est lié à l’âme du roi Arthur, mort depuis longtemps. La quête principale consiste à rassembler les fragments restants de l’âme d’Arthur afin de permettre sa résurrection.
Tainted Grail : The Fall of Avalon se joue principalement à la première personne, bien qu’un mode optionnel à la troisième personne soit disponible, principalement à des fins d’accessibilité. Les joueurs commencent par créer un personnage à l’aide d’options de personnalisation visuelle. Les statistiques initiales du personnage sont influencées par les réponses données lors d’une séquence d’interrogatoire introductive. Les joueurs peuvent utiliser une variété d’armes de mêlée, d’armes à distance et de sorts magiques. Les options incluent l’équipement d’armes à deux mains ou le maniement d’armes à une main avec les deux mains.
Le jeu se déroule dans un vaste monde ouvert divisé en trois zones principales. Plus de 200 quêtes secondaires sont disponibles, les décisions des joueurs menant à différents résultats narratifs et influençant les relations avec les personnages et les factions du jeu. Il intègre divers systèmes, notamment l’artisanat, la pêche, l’alchimie, la cuisine, la décoration de la maison, l’agriculture et la tenue d’un carnet de croquis. La nuit, un phénomène connu sous le nom de « Wyrdnight » peut survenir, durant lequel la Wyrdness s’intensifie et invoque des ennemis plus puissants. La durée de jeu est estimée entre 50 et 70 heures, la campagne principale durant environ 25 heures.

## Développement
Tainted Grail: The Fall of Avalon est basé sur l'univers Tainted Grail, créé par l'écrivain fantastique polonais Krzysztof Piskorski pour un jeu de société du même nom, qui a été un grand succès Kickstarter en 2018. Awaken Realms, l'éditeur, a précédemment publié Tainted Grail: Conquest, un roguelike de construction de deck, en 2020, également situé dans le même univers. Selon les critiques, The Fall of Avalon s'inspire notamment de la série The Elder Scrolls.   
The Fall of Avalon a été développé par Questline, un développeur de jeux vidéo polonais. Le jeu a été initialement annoncé avec l'objectif d'une sortie en accès anticipé fin 2022. Il a été lancé en accès anticipé comme prévu et a vu sa version complète 1.0 le 23 mai 2025 pour Windows, PlayStation 5 et Xbox Series X/S. Sur Windows, il est disponible sur GOG et Steam. Le jeu est développé dans Unity 6.

## Réception
À sa sortie, Tainted Grail: The Fall of Avalon a reçu une critique Steam globalement « extrêmement positive ». L'accueil critique a été majoritairement favorable, les critiques louant son monde sombre, son récit et son exploration captivante. Il a été décrit comme un RPG en monde ouvert « amusant mais familier » et fréquemment comparé à la série The Elder Scrolls.
Le jeu a également rencontré des problèmes techniques, tels que des défauts visuels, des bugs liés aux indicateurs de quête et des dysfonctionnements dans le pillage d’objets. Certains ont décrit les modèles de personnages comme ayant une apparence de « peau Play-Doh », les jugeant « sans expression » et peu convaincants. Toutefois, certains éléments, comme les cheveux, ont été qualifiés de « vraiment impressionnants ». La qualité des dialogues a été jugée inégale, et certains environnements, notamment les grottes, deviennent visuellement répétitifs à la longue. Selon Niv Sultan de Slant Magazine, l’impact des choix du joueur tend à s’atténuer après l’intégration à certaines factions.